# Ánna Apostoláki
Ánna Apostoláki (en grec moderne : Άννα Αποστολάκη 1880-1958) est une archéologue et conservatrice de musée grecque. Elle est la première femme de son pays à travailler en tant qu'archéologue professionnelle et occupe le poste de conservatrice, puis de directrice du musée national d'art populaire, à Athènes. Elle est aussi l'une des premières grecques à obtenir un doctorat, la première femme membre de la Société archéologique d'Athènes et l'un des premiers membres de la Société chrétienne d'archéologie. Spécialiste des textiles anciens, elle considère la préservation des motifs anciens et des traditions de tissage grecques comme un moyen non seulement de soutenir le travail traditionnel des femmes, mais aussi de renforcer le nationalisme grec dans l'entre-deux-guerres.

## Biographie

### Jeunesse
Ánna Apostoláki est née en 1880 à Margarítes, dans la province de Réthymnon, sur l'île de Crète, qui faisait alors partie de l'Empire ottoman,,. Son père est originaire des environs d'Eléftherna. Des soulèvements régionaux contre la domination ottomane poussent sa famille à fuir au Pirée, puis à Athènes. Elle étudie à l'Arsákeio, une école de filles dirigée par la Société des amis de l'éducation, et obtient son diplôme d'enseignante, en 1899 - l'une des rares professions accessibles aux femmes, à cette époque,,,.

### Carrière
Ánna Apostoláki commence sa carrière en tant qu'enseignante, donnant des cours particuliers à d'autres élèves tout en poursuivant ses propres aspirations éducatives,. En 1903, elle entre à l'université d'Athènes pour étudier à l'École de philosophie,. Parallèlement, elle commence à travailler au musée numismatique d’Athènes en tant qu'assistante d'Ioannis Svorónos (en), qui l'encadre et l'aide à se consacrer à la recherche scientifique. Sous la direction de Svorónos, elle devient la première femme admise à la Société archéologique d'Athènes, en 1906,, et semble avoir été la première femme grecque à travailler professionnellement comme archéologue. En 1909, elle devient l'une des dix premières femmes à obtenir un diplôme de l'université d'Athènes, et la première femme originaire de Crète à obtenir un diplôme. Les titres des journaux féminins comme la Ladies' Gazette, à laquelle Apostoláki contribue régulièrement, proclament l'accomplissement du doctorat d'Apostoláki, rapportant que « les femmes sont victorieuses. Le monde grec a une nouvelle femme docteur depuis hier,. » La même année, elle devient la première femme à rejoindre la Société grecque de folklore, qui a été fondée par Nikólaos Polítis, et commence à donner des conférences sur la culture populaire.
Les bouleversements de la première partie du XXe siècle et la Première Guerre mondiale mettent en péril de nombreux sites historiques. Ánna Apostoláki, préoccupée par leur détérioration et leur préservation, rejoint la Société archéologique chrétienne, dont elle est l'un des premiers membres. Elle est également membre fondatrice du conseil d'administration du Lycée des femmes grecques, fondé par la féministe grecque Kallirrói Parrén, en 1911 et donne une conférence sur le palais de Cnossos aux membres du lycée, la même année. Tout en continuant à donner des cours, elle assume des tâches supplémentaires en tant que conseillère du département des costumes nationaux. Dans ce rôle, elle est chargée de diffuser des informations sur la préservation des coutumes nationales, ce qui lui permet de nouer des contacts avec des personnes comme le poète Georgios Drossinis (en) et l'archéologue Georgios Kourouniotis, qui s'intéressent également à la préservation culturelle. Des intellectuels comme eux s'efforcent de renforcer la fierté nationale en reliant les pratiques culturelles contemporaines à la culture grecque ancienne, en évaluant et en comparant les archives archéologiques des objets anciens, médiévaux et modernes. En particulier, Apostoláki (ainsi que d'autres femmes comme Angeliki Hatzimichali (en), Eleni Euclid et Lucia Zygomala) s'intéresse à rendre plus visible la participation des femmes à la société en collectant et en exposant les productions artisanales des femmes,.
À l'époque, les clubs de femmes en Grèce sont organisés par de riches citadins qui créent des écoles régionales pour les populations pauvres et réfugiées. Une partie de ces écoles sont axées sur la formation des filles à l'artisanat. Ánna Apostoláki est engagée dans ces clubs et développe un intérêt pour les différents motifs qui montrent une utilisation continue de motifs artistiques de la période byzantine à nos jours. Elle travaille sur des projets avec le Lycée des femmes helléniques pour attirer l'attention sur les contributions grecques, plutôt que de refléter les tendances de la mode, qui remplacent le design grec par des éléments étrangers. Collectionnant des articles tissés et de la dentelle, elle aide à organiser trois expositions - en 1921, 1922 et 1924 - pour le lycée.
Après la fin de la guerre gréco-turque, Ánna Apostoláki, membre du Conseil du musée national d'art populaire, aide à réorganiser le musée en tant que Musée National des Arts Décoratifs. En 1923, il engage Ánna Apostoláki comme assistante, faisant d'elle la quatrième femme à rejoindre le Service archéologique grec,,. Au début, elle commence son travail en lavant à la main tous les tissus, en enlevant les mites et en cataloguant la collection de textiles, qui consiste en des tissus du IVe  au  VIIe siècle. Elle s'est ensuite employée à acquérir des objets archéologiques contemporains et anciens, se rendant à dos de mulet dans des villages reculés de Crète et d'autres endroits pour collecter des échantillons de broderie, ainsi que des costumes. Apostoláki aide le Lycée des femmes helléniques à préparer une exposition de textiles grecs dans le cadre de la réunion de 1925 de la Petite Entente des Femmes (en). En 1926, elle est nommée conservatrice du musée et organise une exposition de vêtements minoens, portés par de jeunes membres du Lycée, pour le festival culturel de trois jours, organisé la même année par le Lycée des femmes helléniques au stade panathénaïque,. En 1927, elle organise une exposition pour le Lycée ; son invitation aux exposants potentiels souligne l'importance des thèmes grecs, mais annonce que les pièces présentées peuvent inclure des perles, des instruments de musique, des poteries, des objets en bois et des tissages.
En 1932, Ánna Apostoláki est promue directrice du musée national des arts décoratifs, et publie la même année son catalogue des textiles coptes, 'Les tissus coptes du Musée athénien de l'artisanat grec (en grec moderne : Τα κοπτικά υφάσματα του εν Αθήναις Μουσείου Κοσμητικών Τεχνών), l'évaluation de la continuité des techniques de tissage, des procédés anciens aux procédés modernes de tissage,,. Le livre est l'un des premiers textes publiés au niveau international traitant du tissage et le seul à l'époque en langue grecque. Son expertise en matière de techniques de teinture, d'histoire du textile et de tissage conduit Antónis Benákis, le directeur du musée Benaki, à lui demander d'évaluer et de publier la collection textile des Benaki. Son analyse de la collection des Benaki est publiée en 1937 dans le numéro du centenaire de la Modèle:Ciitation de Grèce, Archaiologiki Ephimeris.
Pendant la Seconde Guerre mondiale, pour éviter les pillages nazis, les objets exposés au musée de l'artisanat grec sont cachés dans le musée archéologique national. En 1944, sa maison est perquisitionnée et ses manuscrits sont confisqués. Il ne reste de son œuvre que les trois livres et les onze articles publiés, qui comprennent une analyse de l'art populaire perse et perse sassanide. Ayant acquis une réputation internationale, elle est incitée, en 1950, par Thomas Whittemore (en), à écrire un essai, Repéré sur le tissu (Κατοπριζομένη επί Υφάσματος) pour l'institut byzantin d'Amérique  sur les textiles coptes. Elle se retire du musée en 1954, mais continue à travailler sur des textes concernant la broderie crétoise jusqu'à sa mort.

### Mort et héritage
Ánna Apostoláki meurt au cours de l'été 19598 et on se souvient d'elle comme l'une des premières scientifiques à avoir évalué et classé l'histoire des textiles grecs, ainsi que comme une féministe qui a œuvré pour l'éducation des femmes et la promotion de l'artisanat féminin,,. En 2015, la bibliothèque publique de Réthymnon, en collaboration avec le Lycée des femmes hellénique et le musée Benaki, organise un atelier sur Apostoláki et ses œuvres, exposant simultanément certaines d'entre elles. L'objectif de l'atelier est d'accroître la reconnaissance d'Apostoláki et de recueillir des fonds pour publier son manuscrit sur les broderies crétoises.